# ぴーえす珍化論
『ぴーえす珍化論』（ぴーえすちんかろん）は岩井智による4コマ漫画作品。ゲーム雑誌『電撃PlayStation』の付録冊子「電撃4コマ」で連載されている。

## 内容
主人公と、主人公の買ってきたPlayStation 2に入っていた営業妖精が織りなす日々を描いたコメディ漫画。

## 登場人物
大槻新
本作の主人公。
一人暮らしの大学生でぴえす入りPS2を当ててしまった不幸者。
居座られたぴえすに振り回されつつも面倒は見るというお人好し。
ぴえす
新の買ってきた新PS2に入っていたプレステの妖精。営業成績のために、当選した新にゲーム関係の願い事を3つ叶えると言い出すが元来のトラブルメーカーっぷりを発揮して暴走。帰り道であるPS2すら破壊してしまい、新の家に居座る事となる。
自称「ソ●ーの子会社で営業部所属」。
頭に一見するとリボンのような物があるが、これが触手のように伸び、自由自在に動かせたりゲームの仮想空間に進入出来たりと、その生態は謎に包まれている。
れすて
ぴえすの同僚。
妖精カゼという妖精特有の病気を治す薬を持って登場。この後も度々登場する。
ぴえすと違い、妖精界と直接行き来が出来る様子。
長谷川まち
新と同じ科の女性で報道サークルに所属していた
ゴシップや妄想が大好きで同棲疑惑を感じた新の家を調査しようとするが、ケチャップまみれのぴえすを見た事がトラウマとなり報道サークルを辞める。
怪談に弱い。
小崎
新と同じ科の男性で髪が黒ベタの方。
中谷
新と同じ科の男性で髪にトーンが貼ってある方。

## 単行本
- ぴーえす珍化論 ISBN 978-4-04-867280-1 2008年8月29日 初版